# Drenaggio toracico

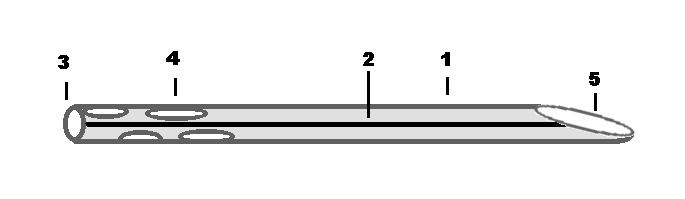
Dimensione del tubo toracico:
Adulti o adolescenti maschi= 28–32 Fr
Adulti o adolescenti femmine= 28 Fr
Bambini = 18 Fr
Neonati = 12–14 Fr

Un drenaggio toracico (tubo toracico o toracostomia o drenaggio intercostale) è un tubo flessibile di plastica che viene inserito attraverso il torace, lateralmente, nello spazio pleurico. Esso è utilizzato per rimuovere l'aria (pneumotorace) o liquido (versamento pleurico, sangue, chilo), o pus (empiema) dallo spazio intratoracico. È anche conosciuto con il nome di drenaggio Bülau o catetere intercostale.

## Indicazioni
- Pneumotorace: accumulo di aria nello spazio pleurico
- Versamento pleurico: accumulo di liquido nello spazio pleurico
- Chilotorace: una raccolta di fluido linfatico nello spazio pleurico
- Empiema: accumulo di essudato purulento nello spazio pleurico
- Emotorace: accumulo di sangue nello spazio pleurico
- Idrotorace: accumulo di liquido sieroso nello spazio pleurico
- Urinotorace: accumulo di urina nello spazio pleurico

## Controindicazioni
Le principali controindicazioni al posizionamento del drenaggio toracico sono:
- Coagulopatia refrattaria;
- Mancanza di cooperazione da parte del paziente
- Ernia diaframmatica
- Aderenze (cicatrici) nello spazio pleurico

## Tecnica
La tecnica di inserimento è descritta in dettaglio in un articolo del The New England Journal of Medicine (NEJM).
L'estremità libera del tubo è generalmente collegata ad una valvola ad acqua, posizionata sotto il livello del torace. 
La valvola ad acqua è fondamentale per la rimozione dell'aria in tutti i sistemi di drenaggio toracico. È un sistema con una valvola unidirezionale che permette all'aria di fuoriuscire dallo spazio pleurico ma ne impedisce il ritorno verso il torace, abbinata ad una valvola che controlla la pressione di aspirazione tramite il livello dell'acqua in essa contenuta e che permette di collegare il sistema ad una fonte del vuoto, infine vi è una camera di raccolta per i liquidi drenati. Inoltre garantisce il ristabilirsi di una differenza di pressione tra la cavità toracica (normalmente a pressione negativa) e l'esterno. In alternativa, il tubo può essere fissato ad una valvola di Heimlich (o valvola flutter), cioè ad una valvola con flusso d'aria unidirezionale.
La British Thoracic Society raccomanda che il tubo venga inserito in una zona descritta come "triangolo sicuro", cioè una regione delimitata da: bordo anteriore del gran dorsale, bordo laterale del muscolo grande pettorale, linea superiore al livello orizzontale del capezzolo, ed un apice sotto l'ascella.
I drenaggi toracici sono di solito inseriti dopo aver eseguito una anestesia locale . La regione cutanea di inserimento del drenaggio è prima pulita con una soluzione antisettica, ad esempio iodopovidone, quindi vengono posizionati dei telini sterili intorno alla zona. L'anestetico locale viene iniettato nella pelle e fino al muscolo, si attendono alcuni minuti e quando la zona è insensibile viene realizzata una piccola incisione della cute in modo da creare un passaggio realizzato attraverso la pelle e fino al muscolo pettorale. Il tubo è disposto attraverso questo passaggio. Se necessario nel corso della procedura ai pazienti possono essere somministrati ulteriori analgesici. Una volta che il tubo è in posizione, viene suturato alla cute per evitare che possa accidentalmente dislocarsi, quindi si applica una medicazione sulla zona. Una volta che il drenaggio è a posto è bene eseguire una radiografia del torace per controllare la posizione del dispositivo. Il tubo rimane in sede finché c'è aria o fluido da rimuovere o persiste il rischio di una nuova raccolta d'aria.
Il drenaggio toracico può anche essere inserito con un trocar, vale a dire uno strumento chirurgico con una estremità appuntita utilizzato per introdurre il tubo attraverso la parete toracica. Questo metodo riscuote un successo minore tra gli operatori a causa di un aumentato rischio di danno polmonare. Il posizionamento utilizzando la tecnica Seldinger, in cui viene fatto passare un filo guida smussato attraverso un ago (su cui il tubo toracico viene quindi inserito) è già stato descritto.

## Complicazioni
Le complicanze maggiori sono:
- Emorragia
- Infezione
- Lesione polmonare
- Lesione di un organo sottodiaframmatico
- Lesione del cuore o di un grosso vaso

Le complicazioni minori includono:
- Ematoma o sieroma sottocutaneo
- Dispnea (mancanza di fiato)
- Tosse insistente (dopo la rimozione di grandi quantità di fluido).

Una ostruzione del drenaggio toracico può essere una complicazione grave se si verifica in corso di un sanguinamento significativo (emotorace) o di penetrazione di importante quantità di fluidi (idrotorace, versamento pleurico) od aria (pneumotorace). Quando si verifica una di queste eventualità il paziente può anche soffrire di tamponamento cardiaco, pneumotorace iperteso, oppure, nel contesto di una infezione, di empiema. Tutto ciò può portare ad una ospedalizzazione prolungata ed in alcuni casi perfino alla morte. Per ridurre al minimo il rischio di potenziale ostruzione del drenaggio i chirurghi spesso utilizzano tubi di grande diametro. Questi tubi di grande diametro tuttavia si associano in modo significativo a dolore e scarsa tolleranza da parte del paziente. Anche i tubi di drenaggio toracico di grande diametro possono tuttavia ostruirsi.  Nella maggior parte dei casi, il dolore toracico correlato al tubo di drenaggio toracico scompare dopo che il tubo toracico è stato rimosso. Purtroppo un dolore cronico legato alle cicatrici sviluppatesi nello spazio intercostale a causa dell'inserimento del tubo di drenaggio non è raro.
Negli ultimi anni i chirurghi si sono orientati verso l'utilizzo di tubi in silicone più morbidi, piuttosto che i tubi di drenaggio più tradizionali in PVC e questo proprio per ridurre significativamente i problemi del dolore. L'ostruzione del torace ed il tema della occlusione del tubo di drenaggio sono stati un problema reale. Vi sono state infatti segnalazioni di emorragie massive minaccianti la vita del paziente per ostruzione non riconosciuta del drenaggio.  Ne consegue che, quando un tubo di drenaggio toracico viene inserito per qualsiasi motivo, mantenerne la pervietà è fondamentale per evitare complicazioni.
Lesioni del fegato, della milza o del diaframma sono possibili, specie se il tubo è collocato nella parte più declive della cavità pleurica. Sono state inoltre descritte lesioni alla aorta toracica ed al cuore, ma si tratta di eventi eccezionalmente rari.
le lesioni legate al posizionamento del drenaggio toracico possono in alcuni casi essere evitate con adeguati accertamenti strumentali, un posizionamento guidato o una toracentesi diagnostica, inoltre anche la tecnica di posizionamento influisce sull'insorgenza di complicazioni, come la corretta gestione del mandrino, il quale andrebbe sfilato durante il posizionamento del drenaggio per evitare che vada a lesionare gli organi interni.